# Siméon Garangeau
Jean-Siméon Garangeau, ou Garengeau, né à Paris en 1647 et mort le 25 août 1741 à Saint-Malo, est un ingénieur militaire français.

## Biographie
Siméon Garangeau est le fils unique de François Garangeau, maître-menuisier, et de Marie Dubois. À la mort de son père en 1698 il renonce à sa part d'héritage en faveur de ses cinq sœurs, trois étant mariées et deux religieuses à Saint-Cloud.
Après avoir participé en tant que volontaire au siège de Maastricht (1673) et avoir été capitaine du régiment de Champagne, Garangeau est réformé à la suite d'une blessure. Ses connaissances en dessin géométrique, inculquées par son père, le font s'orienter vers les arts. Après des voyages en Italie et en Angleterre, il est en 1677 architecte à Paris et, en 1678, contrôleur des bâtiments de Versailles et de Fontainebleau et ingénieur du Roi.
En tant que tel, il supervise les travaux de l’arsenal de Marseille en 1679 avant d’être nommé à Brest en 1682. Il y est l’auteur de l’église Saint-Louis de Brest. En poste pendant dix ans à Brest, Vauban le nomme en 1691 ingénieur en chef et directeur des fortifications de Saint-Malo, où il demeure jusqu'à sa mort célibataire en 1741. Il a également la charge des fortifications de Haute-Bretagne.
Bien que pas totalement achevés, ses ouvrages défensifs permettent de repousser deux attaques maritimes anglo-hollandaises sur Saint-Malo du 23 au 30 novembre 1693 et du 14 au 18 juillet 1695. En 1708, il reçoit comme ingénieur une rente annuelle de 3 800 livres qui est portée à 4 000 livres en 1717. Il supervise également les quatre agrandissements de Saint-Malo en 1708-1710, 1714-1725, 1721 et 1737, et l'aménagement de Saint-Servan (église Sainte-Croix de Saint-Malo).

## Œuvre

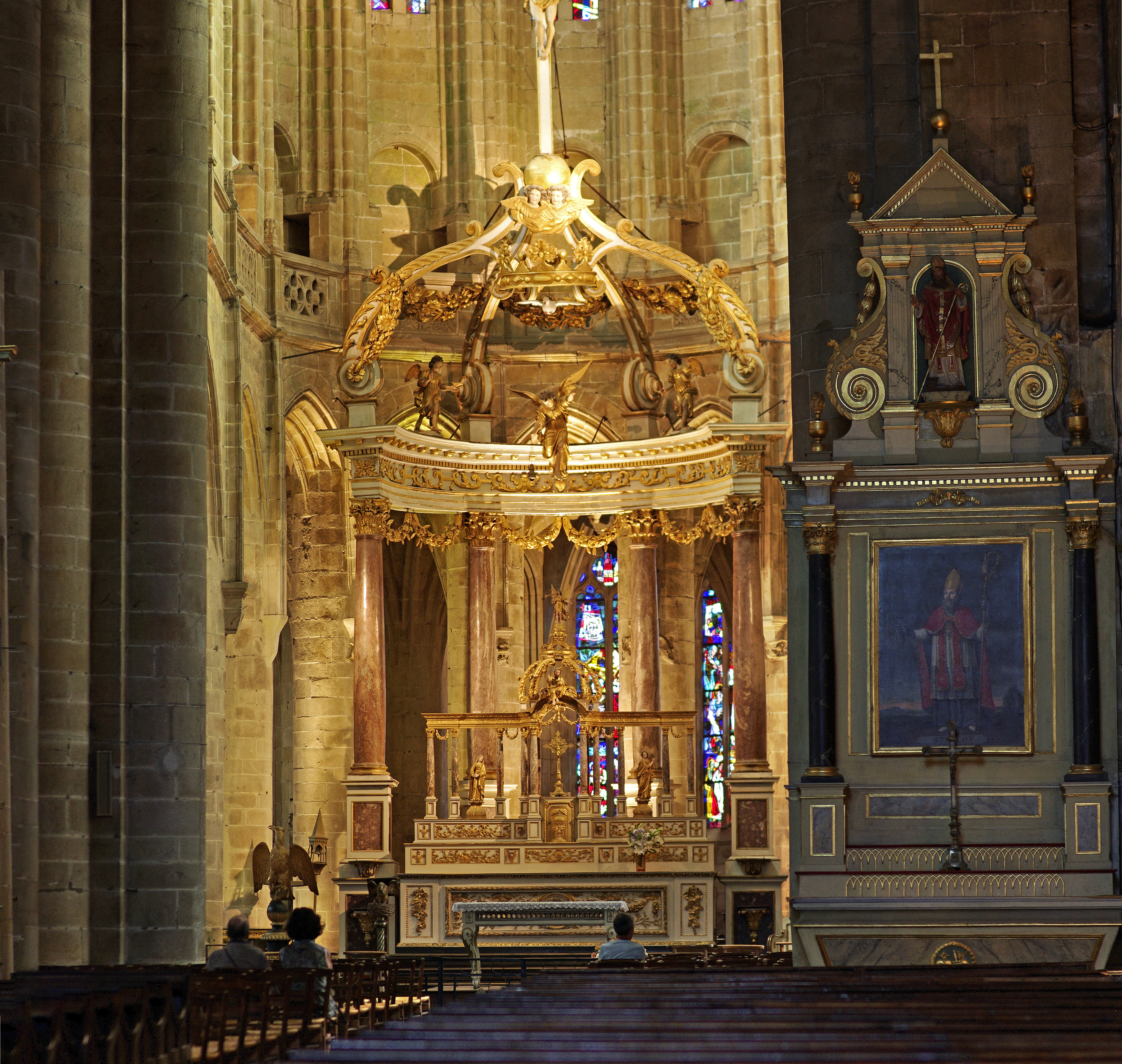
Le maître-autel de la basilique Saint-Sauveur de Dinan.

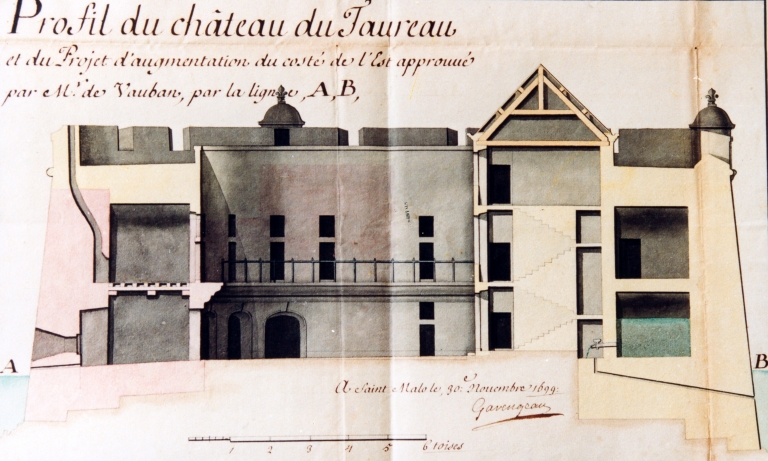
Siméon Garangeau, Profil du château du taureau.

- Le fort de l'île Harbour, le fort National, le Fort-la-Latte (réaménagement), le fort du Petit Bé, le fort du Grand Bé, le fort de la Conchée, le fort de l'île aux Moines, le fort de l'Arboulé.
- La Tour de l'île des Ébihens (ou Hébihens) à Saint-Jacut-de-la-Mer (1697).
- Les travaux au château du Taureau et à la tour Solidor.
- La canalisation du Couesnon, celle des marais de Dol.
- Plusieurs batteries et deux tours à feux (à Ouessant et au cap Fréhel).
- Les hôpitaux de Morlaix et de Cézembre.
- Les églises Saint-Louis et Saint-Sauveur de Brest, de Saint-Servan, de Cancale, l'église Saint-Sauveur de Saint-Malo.
- Les réparations des remparts de Brest et de Dinan.
- Les accroissements de Saint-Malo.
- Les projets de Saint-Servan.
- Plusieurs malouinières, dont la malouinière de la Chipaudière à Paramé en 1710.
- Maître-autel dessiné pour la basilique Saint-Sauveur de Dinan, dotée en 1718, avec une intervention de Jules Michel Alexandre Hardouin (mort en 1737), contrôleur des bâtiments du Roi. Le dessin fut de nouveau retouché par Jacques le Bonhomme, architecte malouin, avant que la réalisation ne soit confiée à François Lamandé et Jean Lemonnier. En 1744, l'autel est augmenté d'un baldaquin en bois doré, réalisé par François Lamandé et Thomas Maisonneuve. La dorure est posée en 1756 par Thomas Durocher et Pierre Morillon, qui y ajoutent deux anges. Cet ensemble est classé au titre des monuments historiques par arrêté du 24 septembre 1956 et restauré en 2007[1].